# 科皮伊夫卡 (伊林齊區)
48°58′17″N 29°24′45″E / 48.97139°N 29.41250°E
科皮伊夫卡（烏克蘭語：Копіївка），是烏克蘭西南部的村落，隸屬文尼察州的海辛區。該村始建於1545年，面積2.34平方公里，海拔高度229米，2020年人口500，人口密度每平方公里276.07人。